# Dangerous Dave
Dangerous Dave (intitolato anche Dangerous Dave in the Deserted Pirate's Hideout) è un videogioco a piattaforme del 1988, sviluppato da John Romero originariamente per Apple II; in seguito sono state realizzate versioni per MS-DOS e una per Apple II dotata di grafica a 16 colori (Double Dangerous Dave). Una versione per Apple IIGS era stata pianificata ma mai portata a termine.

## Modalità di gioco
Scopo del gioco originale, costituito da livelli a schermata fissa, è di raccogliere degli oggetti, evitando numerosi ostacoli, e arrivare all'uscita. Durante il gioco si possono utilizzare una pistola e un jetpack.

## Altre versioni
Dangerous Dave in Copyright Infringement (traducibile come "Dangerous Dave infrange il copyright") è una demo realizzata da John Carmack e Tom Hall nel settembre 1990. All'epoca dipendente di Softdisk, Carmack stava mettendo a punto un motore grafico che permetteva uno scorrimento della schermata paragonabile, per fluidità, a quello allora ottenibile su un Nintendo Entertainment System: per questo motivo, decise insieme a Tom Hall di ricreare il primo livello di Super Mario Bros. 3, mantenendo però il personaggio ideato da Romero come protagonista e non Mario. Questo test, oggi disponibile nel sito di John Romero, sebbene rifiutato da Nintendo, sarà decisivo per la creazione della serie Commander Keen, primo successo della id Software.
Dangerous Dave In The Haunted Mansion, il primo vero seguito, è dotato di scrolling ed usa una versione migliorata del motore grafico di Shadow Knights, a sua volta evoluzione di quello di Dangerous Dave in Copyright Infringement. Ora il protagonista è dotato di un fucile, che si ricarica quando è immobile. I successivi Dangerous Dave's Risky Rescue e Dave Goes Nutz!, realizzati da Softdisk, sono titoli simili dotati di nuovi livelli e nuova grafica.

## Serie
- Dangerous Dave in the Deserted Pirate's Hideout (1988, John Romero, Apple II)
  - Double Dangerous Dave, (1990, John Romero & Tom Hall, Apple II: versione a 16 colori)
  - Dangerous Dave (1990, John Romero, MS-DOS)
  - Dangerous Dave GS (1990, Tom Hall, Apple IIGS: mai terminato)
- Dangerous Dave in Copyright Infringement (1990, John Carmack & Tom Hall, MS-DOS: mai pubblicato)
- Dangerous Dave In The Haunted Mansion[2] (1991, Softdisk/id Software, MS-DOS)
- Dangerous Dave Returns (1992, Softdisk, Apple II)
- Dangerous Dave's Risky Rescue (1993, Softdisk, MS-DOS)
- Dave Goes Nutz! (1993, Softdisk, MS-DOS)